# Krwawnik wiązówkowaty
Krwawnik wiązówkowaty, k. talerzowaty (Achillea filipendulina Lam.) – gatunek rośliny wieloletniej z rodziny astrowatych. Występuje dziko na Kaukazie, Wyżynie Irańskiej aż po środkową Azję.

## Morfologia

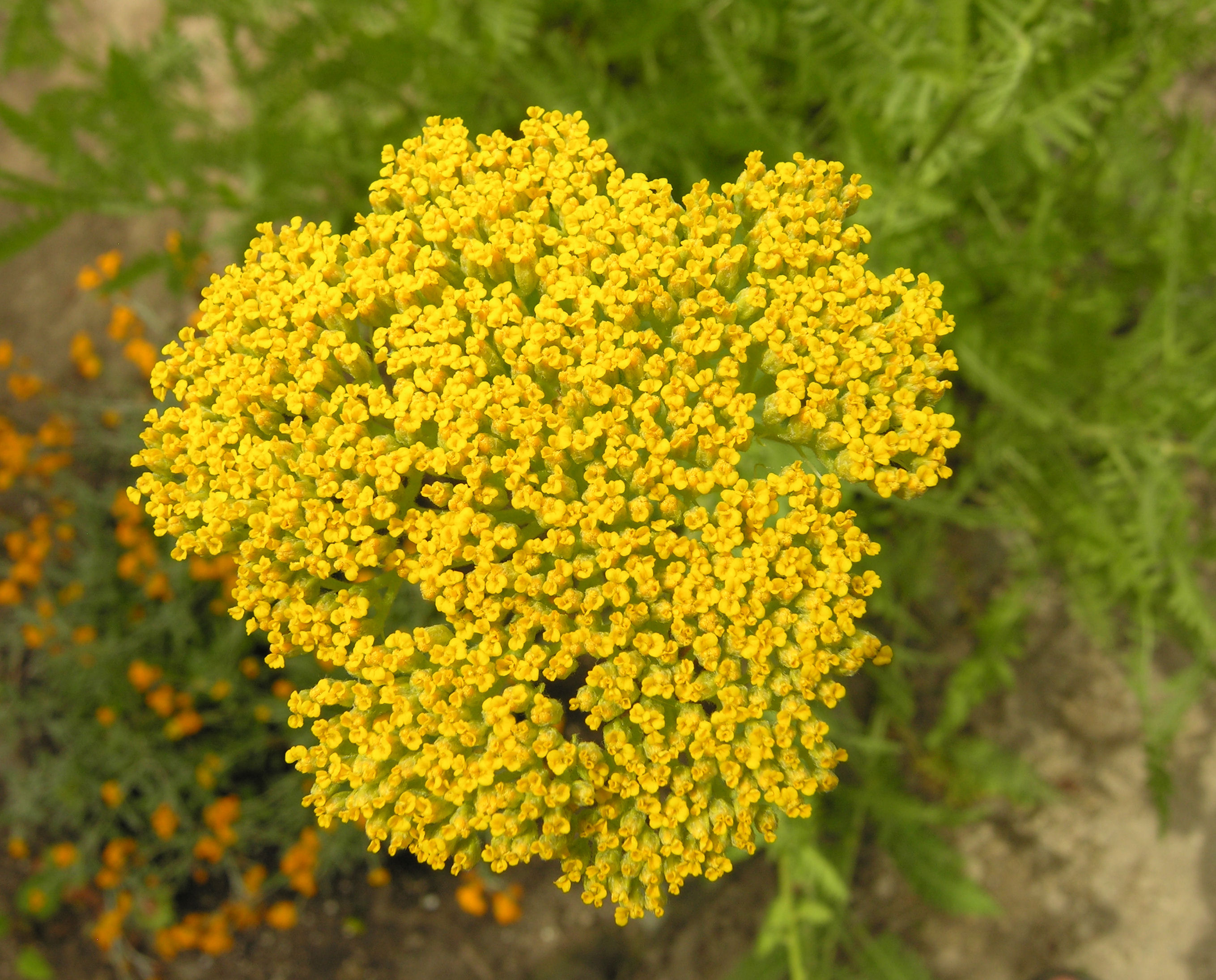
Kwiatostan

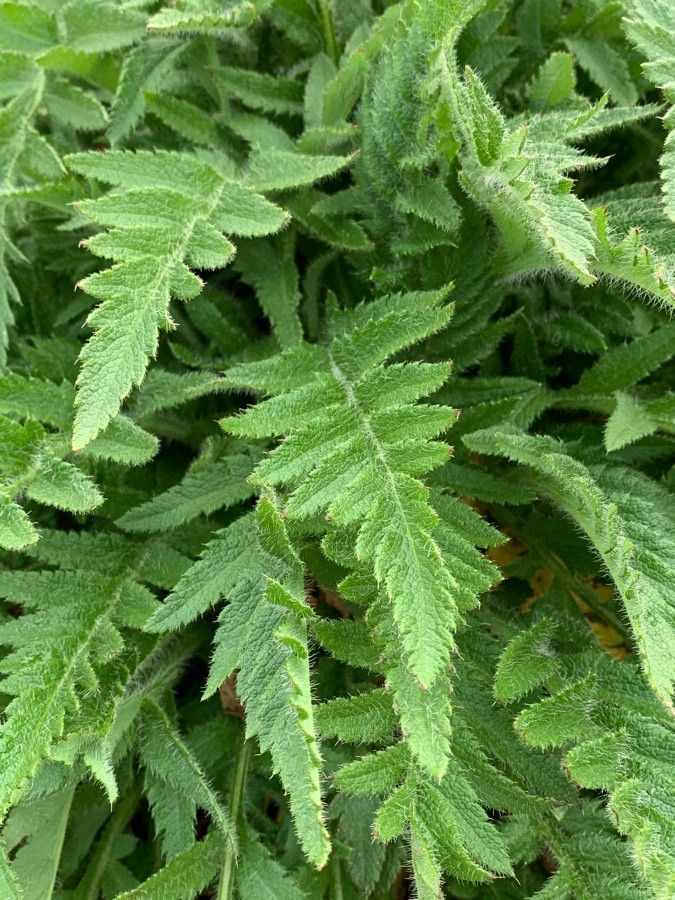
Liście

ŁodygaWzniesiona, rozgałęziona, osiąga wysokość 1,2 m.
LiściePodłużnie lancetowate, pierzastodzielne.
KwiatyLiczne koszyczki zebrane w gęste baldachogrona. Kwiaty języczkowate i rurkowate o żółtej barwie.

## Zastosowanie i uprawa
Roślina ozdobna uprawiana na rabatach. Jest całkowicie odporny na mróz (strefy mrozoodporności 3-10). Jest też jedną z najbardziej odpornych na suszę bylin ozdobnych uprawianych na rabatach. Łatwy w uprawie, rośnie na każdej glebie, ale preferuje stanowiska słoneczne i suche. Wytwarza kłącza, za pomocą których szybko się rozrasta. Najłatwiej rozmnaża się przez podział bryły korzeniowej bardzo wczesną wiosną. Można też przez wysiew nasion, ale nie wszystkie odmiany powtarzają cechy organizmu rodzicielskiego. Po przekwitnięciu należy usuwać kwiatostany. Pędy można zostawić na zimę, ale wiosną należy je silnie przyciąć. W ogrodzie za pomocą kłączy szybko się rozrasta i może zagłuszyć inne rośliny, należy więc kontrolować rozrastanie.

## Odmiany ozdobne
- Gold Plate' – oodmiana silnie rosnąca o pachnących, jasnozielonych liściach i jasnożółtych kwiatach zebranych w płaskie baldachy szerokości 10–15 cm.
- 'Parker`s Variety' – odmiana niższa, o żółtych kwiatach